# Dietrich Kampf
Dietrich Kampf född 3 april 1953 i Oberwiesenthal i distriktet Erzgebirgskreis i Sachsen är en tysk tidigare backhoppare som tävlade under 1970-talet för Östtyskland och nuvarande backhoppstränare. Han representerade SC Traktor Oberwiesenthal.

## Karriär
Dietrich Kampf startade sin internationella karriär i tysk-österrikiska backhopparveckan 30 december 1972 i Schattenbergbacken i Oberstdorf. Han slutade som nummer 7 i första deltävlingen i backhopparveckan (DDR hade 5 utövare bland de 7 i öppningstävlingen). I nästa deltävling, i Olympiabacken i Garmisch-Partenkirchen blev Kampf nummer 2, 6,7 poäng efter landsmannen Rainer Schmidt, vilket blev hans bästa resultat i en deltävling. Kampf tävlade 7 säsonger i backhopparveckan.
Kampf deltog i världsmästerskapen i skidflygning 1973 i Oberstdorf i Tyskland och slutade på en fjärdeplats, 12,0 poäng efter segrande landsmannen Hans-Georg Aschenbach och 3,5 poäng från prispallen.
Höjdpunkten i Kampfs backhopparkarriär kom under Skid VM 1974 i Falun i Sverige. Han vann en silvermedalj i normalbacken, 17,7 poäng efter suveräne dubbla världsmästaren och landsmannen Hans-Georg Aschenbach och 1,9 poäng före Aleksej Borovitin från Sovjetunionen.
Dietrich Kampf vann två silvermedaljer (normal- och stor backe) under DDR-mästerskapen 1974 och fick en bronsmedalj 1977 i stora backen. Kampf satte backrekord i tidigare Aschbergbacken (tyska: Große Aschbergschanze, byggd 1958 och demonterad 1990/1991)  i Klingenthal 1972 då han hoppade 100 meter. Rekordet stod i 5 år innan Henry Glass hoppade 102 meter januari 1977.
Dietrich Kampf blev nummer 2 i stora backen under Lahtisspelen 1976.

## Senare karriär
Efter avslutad aktiv backhoppskarriär började Dietrich Kampf som backhoppstränare. Han er verksam som tränare för rekryteringslagen (D/C-kader) till Tyska Skidförbundet (tyska: Deutscher Skiverband).